# Каргбо, Ибрагим (младший)
Ибраи́м Каргбо́-младший (фр. Ibrahim Kargbo Jr.; род. 3 января 2000, Фритаун, Сьерра-Леоне) — бельгийский футболист, нападающий белорусского клуба «БАТЭ»

## Детство
Родившись в Сьерра-Леоне, в возрасте 8 лет вместе со своим отцом, также футболистом Ибраимом Каргбо-старшим, получившим к этому времени бельгийское гражданство, переехал в Бельгию.

## Клубная карьера
Оказавшись в Бельгии, начал заниматься в футбольной школе «Беерсхота». Когда же его отец в 2015 году переехал играть в Англию, продолжил своё обучение в молодежных командах «Рединга» и «Кристал Пэласа».
В 2017 году Каргбо-младший вынужденно покинул Англию из-за проблем с документами, из-за которых он не мог выступать в официальных матчах. Вернувшись в Бельгию, Ибраим в день празднования своего 18-летия 3 января 2018 года подписал свой первый профессиональный контракт (на 1,5 года с возможностью пролонгации ещё на год) с клубом «Руселаре», выступавшим в Первом дивизионе B — второй по силе лиге Бельгии. Дебютировал за клуб 22 апреля 2018 года в игре против «Тюбиза» (3:1). Проведя за 1,5 года 13 матчей, в конце августа 2019 года Каргбо-младший был отдан в аренду в клуб Любительского дивизиона 1 «Льерс Кемпензонен». 17 ноября 2019 года покинул клуб «по семейным обстоятельствам», проведя за 2,5 месяца 10 матчей и забив 2 гола. На следующий день по обоюдному согласию сторон Ибраим расторг свой контракт и с «Руселаре».
3 декабря 2019 года Каргбо-младший в качестве свободного агента присоединился к киевскому «Динамо», контракт с которым сроком на 3,5 года начал действовать с 1 января 2020 года. В январе принял участие в учебно-тренировочных сборах с основным составом. Дважды отличившись забитыми мячами, в заключительном матче получил травму и выбыл, предположительно, на четыре недели. К тому же, оказалось, что даже будучи здоровым, форвард всё равно не смог бы сыграть в этом сезоне за «Динамо» из-за регламента ФИФА по статусу и трансферу игроков. Согласно правилам, футболист в течение одного сезона может быть заигран максимум за два клуба, а Каргбо-младший в сезоне 2019/2020 провёл 3 матча за «Руселаре» и 10 матчей за «Льерс Кемпензонен».
Дебютировал в футболке «киевлян», выйдя на поле в матче с «Минаем в полуфинале Кубка Украины. При счете 2:0 в пользу «Динамо» бельгиец на 60-й минуте заменил Франа Соля.

## Выступление за сборную
Ибраим принял решение выступать за сборную Бельгии, в юношеские сборные которой вызывался в 2017—2018 годах. Первый матч за сборную провёл 9 ноября 2017 года в составе команды U-18 в товарищеской игре против сверстников из Ирландии (3:0). В том же матче забил и первый свой гол за сборную.

## Семья
- Отец — Ибраим Каргбо-старший (род. 10 апреля 1982), бывший сьерра-леонский футболист, защитник. Выступал в Бельгии, Турции, Нидерландах, Азербайджане, Португалии и Англии. Играл за сборную Сьерра-Леоне, был её капитаном. Многократно подозревался в организации договорных матчей, в апреле 2019 года был пожизненно отстранён от любой деятельности, имеющей отношение к футболу[3].
- Дядя — Сидни Каргбо (род. 1 июля 1986), бывший сьерра-леонский футболист, защитник. Младший брат Ибраима Каргбо-старшего. Выступал в Бельгии, Финляндии и Азербайджане. Играл за сборную Сьерра-Леоне.